# کریموند، اسکاتلند
کریموند، اسکاتلند (به انگلیسی: Crimond) یک روستا در بریتانیا است که در آبردین‌شایر واقع شده‌است. کریموند ۸۶۰ نفر جمعیت دارد.